# Breu Branco
Breu Branco là một đô thị thuộc bang Pará, Brasil. Đô thị này có diện tích 3943,171 km², dân số năm 2007 là 47176 người, mật độ 11,96 người/km².